# دونكان روبرتسون
دونكان روبرتسون (بالإنجليزية: Duncan Robertson)‏ هو لاعب اتحاد الرغبي نيوزيلندي، ولد في 6 فبراير 1947 في دنيدن في نيوزيلندا.

## وصلات خارجية
- دونكان روبرتسون عل موقع إسبنسكروم (الإنجليزية)